# 6 jours de France
Les 6 jours de France (anciennement 6 jours d'Antibes) sont une compétition de course à pied et de marche athlétique organisée à Vallon-Pont-d'Arc dans le département de l'Ardèche.

## Description
Il s'agit de la plus longue course en boucle officielle en France, et l'une des plus importantes courses de 6 jours au monde avec jusqu'à plus de 150 participants.
Plusieurs records du monde ont été battus durant cette compétition :
- Claudine Anxionnat, en 2014, a établi le record du monde de marche en parcourant 620,276 km ;
- Dominique Bunel a parcouru 752 km en marchant (en 2015), battant un record datant de 1983 détenu par John Dowling[2].
- En 2025, à l'occasion des Championnats du Monde GOMU des 6 jours, l'Américaine Megan Eckert et le Russe Ivan Zaborskii établissent les records du monde féminin et masculin en parcourant respectivement 970,685 km et 1 047,554 km.

## Histoire
L'épreuve a été créée à l'initiative de Gérard Cain en 2006 à Antibes, sous le nom des « 6 jours d'Antibes ». Lors de la première édition, il y avait 25 participants qui représentaient 3 pays (France, Pays-Bas, États-Unis). À partir de 2009, une catégorie marche a été ajoutée à la course.
En 2012, l'épreuve est rebaptisée « French Ultra Festival ». Depuis 2014, L'épreuve des 6 jours est séparée du reste du French Ultra Festival. Elle est organisée à Privas (Ardèche) par l'association « 42,195 et plus »,,,  le parcours consistant en une boucle d'un kilomètre autour du stade de rugby de la plaine du lac.
Depuis 2022, l'événement est organisé par l'association Ultra Running Organisation, rebaptisé « 6 jours de France - Gérard Cain », en l'hommage au fondateur de l'événement et se déroule à Vallon-Pont-d'Arc dans l'Ardèche.

## Palmarès
Statistiques des 6 jours de France d'après la Deutsche Ultramarathon-Vereinigung (DUV),, :

### 6 jours
| Année | Vainqueur course   | Vainqueur course | Vainqueur course              | Vainqueur course | Vainqueur marche    | Vainqueur marche | Vainqueur marche     | Vainqueur marche |
| Année | Homme              | Homme            | Femme                         | Femme            | Homme               | Homme            | Femme                | Femme            |
| ----- | ------------------ | ---------------- | ----------------------------- | ---------------- | ------------------- | ---------------- | -------------------- | ---------------- |
| 2025  | Ivan Zaborskii     | 1047,554 km      | Megan Eckert                  | 970,695 km       | Clément Philippe    | 631,261 km       | Verdaguer Maria jose | 590,538 km       |
| 2024  | Christian Mauduit  | 829,058 km       | Maria Jose Tomaz de Aquino    | 645,162 km       | Richard McChesney   | 671,029 km       | Yolanda Holder       | 641,060 km       |
| 2023  | Bob Hearn          | 758,366 km       | Francoise Benet               | 644,820 km       | Richard McChesney   | 711,299 km       | Claudie Bizard       | 605,900 km       |
| 2022  | Olivier Chaigne    | 760,480 km       | Maria Pierre                  | 630,368 km       | Richard McChesney   | 667,357 km       | Sylvie Tortey        | 636,921 km       |
| 2020  | Calhau Belarmino   | 683,650 km       | Maria Pierre                  | 606,819 km       | Christophe Biet     | 600,960 km       | Claudie Bizard       | 586,147 km       |
| 2019  | Olivier Chaigne    | 736,527 km       | Mireille Chevillon            | 577,567 km       |                     |                  |                      |                  |
| 2018  | Olivier Chaigne    | 753,596 km       | Mireille Chevillon            | 621,211 km       | Patrick Cailleaux   | 607,316 km       | Claudie Bizard       | 563,949 km       |
| 2017  | Christian Mauduit  | 838,204 km       | Maria Jose Tomaz de Aquino    | 670,540 km       | Philippe Clément    | 650,123 km       | Claudie Bizard       | 624,339 km       |
| 2016  | Christian Mauduit  | 816,861 km       | Florence Gay                  | 680,900 km       | Christophe Biet     | 649,079 km       | Claudie Bizard       | 608,350 km       |
| 2015  | Fabrice Puaud      | 766,075 km       | Christine David               | 624,890 km       | Dominique Bunel     | 752,271 km       | Josiane Pannier      | 523,848 km       |
| 2014  | Kobi Oren          | 729,868 km       | Mireille Chevillon            | 625,829 km       | Christian Mauduit   | 710,060 km       | Claudine Anxionnat   | 620,276 km       |
| 2013  | Didier Sessegolo   | 814,217 km       | Gabriela Cotugno              | 628,425 km       | Bernardo Jose-Mora  | 607,059 km       | Sylviane Varin       | 544,692 km       |
| 2012  | Olivier Chaigne    | 881,509 km       | Cristina González García (es) | 701,093 km       | Bernardo Jose-Mora  | 581,182 km       | Martina Hausmann     | 552,498 km       |
| 2011  | Marc Etiemble      | 838,451 km       | Cristina González García (es) | 656,014 km       | Dominique Naumowicz | 665,225 km       | Nicoletta Mizera     | 616,025 km       |
| 2010  | Olivier Chaigne    | 850,847 km       | Ria Buiten                    | 704,480 km       | Alain Grassi        | 701,892 km       | Josiane Pannier      | 473,972 km       |
| 2009  | Christophe Laborie | 805,553 km       | Mireille Chevillon            | 575,221 km       | Bernardo Jose-Mora  | 637,230 km       | Simone Niclass       | 228,009 km       |
| 2008  | Christophe Laborie | 762,681 km       | Cornelia Bullig (de)          | 775,255 km       |                     |                  |                      |                  |
| 2007  | Jesper Ken Olsen   | 780,359 km       | Martina Hausmann              | 704,182 km       |                     |                  |                      |                  |
| 2006  | Christophe Laborie | 688,20 km        | Patricia Leblanc              | 435,72 km        |                     |                  |                      |                  |

### 72 heures
| Année | Vainqueur course         | Vainqueur course | Vainqueur course   | Vainqueur course | Vainqueur marche   | Vainqueur marche | Vainqueur marche  | Vainqueur marche |
| Année | Homme                    | Homme            | Femme              | Femme            | Homme              | Homme            | Femme             | Femme            |
| ----- | ------------------------ | ---------------- | ------------------ | ---------------- | ------------------ | ---------------- | ----------------- | ---------------- |
| 2016  | Kiki Bermont             | 365,656 km       | Christelle Vincent | 294,184 km       | Pascal Masson      | 343,915 km       | Françoise Arnault | 313,311 km       |
| 2015  | Bernabe Rodriguez Sibaja | 351,428 km       | Sabrina Freyburger | 310,178 km       | Richard Mc Chesney | 283,599 km       | Benedicte Salomez | 302,080 km       |
| 2014  | Philippe Rosset          | 416,591 km       | Joëlle Debaisieux  | 277,067 km       | Daniel Blonde      | 314,750 km       | Josiane Pannier   | 331,606 km       |